# Reschwitz

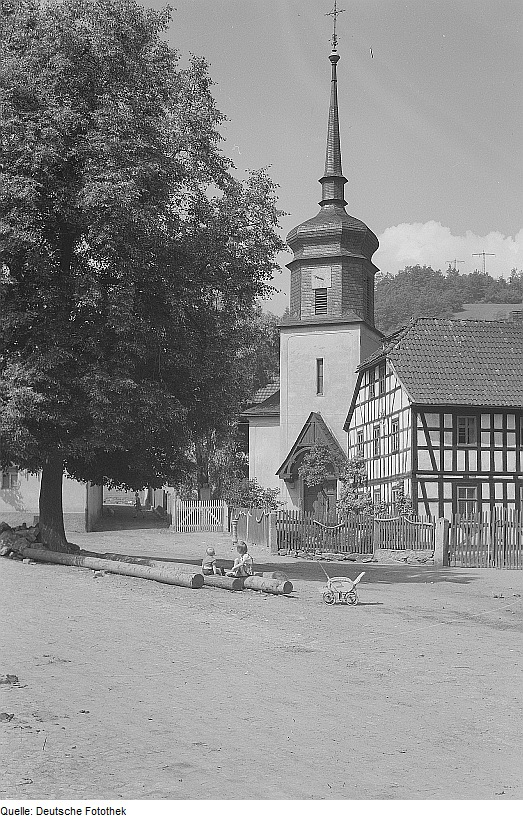
Dorfkirche (1953/1954)

Reschwitz ist eine Ortslage im Ortsteil Saalfelder Höhe der Stadt Saalfeld/Saale im Landkreis Saalfeld-Rudolstadt in Thüringen.

## Geografie
Reschwitz ist der niedrigst gelegene Ortsteil der Gemeinde, denn er liegt direkt westlich an der Saale und südlich von Saalfeld in einem langgestreckten Tal. Über die Kreisstraße 153 kommt man auf Umwegen in den Ort. Das galt auch für die Bauern und Landarbeiter des Gutes, die meist bergauf zu den Feldern fahren mussten. Später änderten sich die Verhältnisse bei den veränderten Produktionsbedingungen der Groß-LPG.

## Geschichte
Am 17. Oktober 1263 wird in einer Urkunde ein Heinrich von Reschitz genannt, was als Ersterwähnung von Reschwitz vermutet wird. Im Urkundenbuch von Kloster Paulinzella wird am 28. Januar 1292 ein Hermann von Rodeswiz erwähnt, dessen Name Reschwitz mit höherer Gewissheit zugeordnet werden kann.
1350 verkauften Günther und sein Vetter Hermann von Reschwitz das Dorf und Gut an Hartmann und Friedrich von Lengefeld. Diese verkauften wiederum 1381 die Hälfte von Reschwitz an den Abt Ludwig zu Saalfeld und dessen Konvent vom Saalfelder Benediktinerkloster. Der Abt vertauschte diese Hälfte von Reschwitz 1385 an die Grafen Heinrich und Günther von Schwarzburg gegen das Dorf Catharinau, und  belehnten es später wieder an die Herren von Lengefeld.
Reschwitz war 1691 von Hexenverfolgung betroffen. Andreas Kühn geriet nach einem negativen Gutachten des Pfarrers über ihn in einen Hexenprozess und wurde verbrannt.
Bis 1735 war der Reschwitzer Edelhof Sitz derer von Lengefeld, den Herren von Reschwitz und Pippelsdorf. Danach hatten es die Herren von Schönfeld. 1836 kaufte Carl Friedrich Engelhardt zu Saalfeld das Gut Reschwitz.  Bis 1918 lag der Ort im Leutenberger Gebiet der Oberherrschaft des Fürstentums Schwarzburg-Rudolstadt.
Die Kirche, die am 1. November 1903 geweiht wurde, ersetzte den abgebrannten Vorgängerbau von 1736.
Das Gut gehörte vor 1945 dem Besitzer der Schokoladenfabrik Mauxion. Es wurde nach 1945 Volkseigenes Gut. Auch die Industrie fasste im Ort mit der Reschwitzer Saugbagger Produktions-GmbH Fuß.
Von 1994 bis 1996 gehörte Reschwitz der Verwaltungsgemeinschaft Saalfelder Höhe an. Mit Umwandlung dieser in die Einheitsgemeinde Saalfelder Höhe zum 1. Januar 1997 wurde es ein Ortsteil dieser. Saalfelder Höhe wurde am 6. Juli 2018 nach Saalfeld/Saale eingemeindet.

## Söhne und Töchter des Ortes
- Carl Christoph von Lengefeld (1715–1775), fürstlich-schwarzburgischer Forstmann, Schwiegervater von Friedrich Schiller.[9]
- Karl Wagner (1854–1930), Heimatgeologe, Fossiliensammler und Botaniker[10]